# François de Menthon

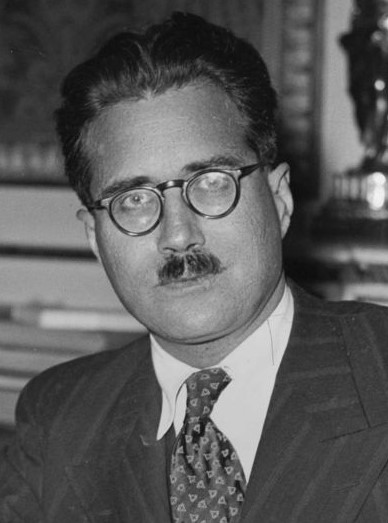
François de Menthon

François de Menthon (* 8. Januar 1900 in Montmirey-la-Ville, Département Jura, Frankreich; † 2. Juni 1984 in Menthon-Saint-Bernard, Département Haute-Savoie) war ein französischer Politiker, Jurist und französischer Hauptankläger beim Nürnberger Prozess 1945/46.

## Leben
Mit 17 Jahren trat Menthon zu Beginn seines Jura-Studiums in Dijon der Association catholique de la jeunesse française (ACJF, katholische Aktion der französischen Jugend) bei. Von 1927 bis 1930 war er Präsident der katholischen Jugendbewegung und gründete die Jeunesse ouvrière chrétienne. Als Anwalt zugelassen, kehrte Menthon als Professor der Rechte an den Lehrstuhl für politische Ökonomie an der Universität Lyon zurück. Sein Augenmerk galt dem Arbeitsrecht. Während der Dritten Republik war er Mitglied der Republikanisch-demokratischen Partei.

## Résistance
Menthon wurde als Vater von sechs Kindern bei Beginn des Zweiten Weltkriegs mit dem Rang eines Hauptmanns zur Armee eingezogen, am 18. Juni 1940 schwer verwundet und geriet in Kriegsgefangenschaft, aber ihm gelang die Flucht. Bei mehreren Besuchen von Jean Moulin empfing er ihn in der Burg Menthon-Saint-Bernard. Im christdemokratischen Milieu von Annecy schuf er im November 1940 zusammen mit Pierre-Henri Teitgen, René Courtin, René Capitant und Paul Coste-Floret die erste Widerstandsbewegung Liberté. Im November 1942 entschloss sich Liberté zusammen mit Henri Frenays Widerstandsgruppe Mouvement de Libération nationale zur Gründung der gemeinsamen Résistancegruppe Combat. Menthon wurde zum Herausgeber der geheimen Zeitung gleichen Namens, von der die ersten beiden Ausgaben in Annecy gedruckt wurden, die Folgenden in Marseille. Auf dem Rückweg nach Annecy wurde Menthon in Baumette verhaftet, zum Verhör nach Vichy transportiert, das von einem geringmotivierten Beamten durchgeführt wurde und mit seiner Freilassung endete.
Jean Moulin, de Gaulles unermüdlicher Abgesandter formte im April unter der Bezeichnung Comité général d’études (CGE, allgemeines Komitee für Studien) ein nationales Expertenkomitee, zu dem Menthon unter dem Decknamen Tertius gehörte. Nachdem Menthon seine grundsätzliche Abneigung gegen die Politik Vichys nicht verborgen hatte, wurde er 1942 aus seinem Professorenamt herausgedrängt und tauchte in den Untergrund ab. 1943 schloss sich Menthon General de Gaulle in London an und folgte ihm später nach Algier, wo er vom 4. September 1943 bis zum 10. September 1944 als Justizkommissar des Comité Français de la Libération Nationale (CFLN) fungierte.
Nach der Befreiung Frankreichs war Menthon vom 10. September 1944 bis zum 8. Mai 1945 als Justizminister in de Gaulles erster provisorischer Regierung in Paris tätig. Auch der folgenden Regierung gehörte er bis zum 21. November als Justizminister an. In dieser Funktion leitete er die Commission d’Épuration (= Säuberungskommission) der Justiz, Polizei und Verwaltung von Kollaborateuren und Mitläufern des Vichy-Regimes und die Vorbereitungen des Prozesses gegen den greisen Marschall Philippe Pétain. Zeitweilig wurde er von seinen Studenten für die massive Säuberung kritisiert.
1946 nominierte de Gaulle Menthon zum französischen Hauptankläger vor dem Internationalen Militärgerichtshof bei den Nürnberger Prozessen. Von ihm stammt folgende Definition von Verbrechen gegen die Menschlichkeit: „Verbrechen gegen die Forderung, menschlich zu sein, motiviert durch eine Ideologie, die ein Verbrechen gegen den Geist ist, mit dem Zweck, Menschlichkeit auf die Barbarei zurückzuwerfen.“

## Politisches Werk
Von 1946 bis 1958 war er als Gründungsmitglied des Mouvement républicain populaire (MRP) Abgeordneter des Wahlkreises Savoie in der französischen Nationalversammlung. Vom 24. Juni bis zum 16. Dezember 1946 fungierte er als Wirtschaftsminister im Kabinett Georges Bidault. Zwischen 1952 und 1954 war er Präsident der beratenden Versammlung des Europarats. In dieser Eigenschaft präsentierte er das erste Sternenbanner dieser Europäischen Gemeinschaft.
Nach der Errichtung der Fünften Republik, die de Gaulle durch sein Referendum völlig auf seine Person zuschnitt, wechselte Menthon zurück in die Lehre an die Universität Nancy. Von 1945 bis 1977 engagierte er sich als Bürgermeister seiner Gemeinde Menthon-Saint-Bernard.
Menthon gründete außerdem die Bewegung Jeunesse catholique ouvrière (= katholische Arbeiterjugend). Sein Sohn Olivier de Menthon erklärte dies folgendermaßen: „Er schätzte, dass die Rolle der Katholiken die Teilnahme an der Evolution der Gesellschaft ist.“

## Familie
Mit seiner Ehefrau Nicole hatte er sechs Söhne:
- Bernard, Landwirt im Département Cher, der 2000 starb;
- Jean, Finanzinspektor in Paris,
- Jacques, verstorben
- Étienne, Weinbauer im Département Vaucluse,
- Olivier, Schlossherr, Abgeordneter, Mitglied des Generalrats und Bürgermeister von Menthon-Saint-Bernard,
- Sixte, Lehrer in Paris

## Werke
- François de Menthon: Entwurf einer föderalen Verfassung der Vereinigten Staaten von Europa, Juni 1948